# Dilema ético
Em filosofia, dilemas éticos, também chamados de paradoxos éticos ou dilemas morais, são situações em que um agente está sob dois (ou mais) requisitos morais conflitantes, nenhum dos quais supera o outro. Uma definição intimamente relacionada caracteriza dilemas éticos como situações em que todas as escolhas disponíveis são erradas. O termo também é usado em um sentido mais amplo na linguagem cotidiana para se referir a conflitos éticos que podem ser resolvidos, a escolhas psicologicamente difíceis ou a outros tipos de problemas éticos difíceis. Este artigo trata-se de dilemas éticos no sentido filosófico estrito, muitas vezes chamados de dilemas éticos genuínos. Vários exemplos foram propostos, mas há discordância se constituem dilemas éticos genuínos ou meramente aparentes. O debate central em torno dos dilemas éticos diz respeito à questão de se existem ou não. Os defensores frequentemente apontam para exemplos aparentes, enquanto seus oponentes geralmente visam mostrar que sua existência contradiz princípios éticos muito fundamentais. Dilemas éticos vêm em vários tipos. Uma distinção importante diz respeito à diferença entre dilemas epistêmicos, que dão uma impressão possivelmente falsa ao agente de um conflito insolúvel, e dilemas reais ou ontológicos. Há um amplo consenso de que existem dilemas epistêmicos, mas o principal interesse em dilemas éticos ocorre no nível ontológico. Tradicionalmente, os filósofos sustentavam que não ter dilemas éticos é um requisito para boas teorias morais. Mas esta suposição tem sido questionada na filosofia contemporânea.

## Definição
Dilemas éticos são situações em que um agente se encontra sob dois (ou mais) requisitos morais conflitantes, nenhum dos quais supera o outro. Dois requisitos éticos são conflitantes se o agente pode realizar um ou outro, mas não ambos: o agente tem que escolher um em vez do outro. Dois requisitos éticos conflitantes não superam um ao outro se têm a mesma força ou se não houver razão ética suficiente para escolher um em vez do outro. Apenas este tipo de situação constitui um dilema ético no sentido filosófico estrito, muitas vezes referido como um dilema ético genuíno. Outros casos de conflitos éticos são resolvíveis e, portanto, não são dilemas éticos estritamente falando. Isto também se aplica a muitos casos de conflito de interesses. Por exemplo, um empresário correndo pela margem de um lago para uma reunião se encontra em um conflito ético quando vê uma criança se afogando perto da margem. Mas este conflito não é um dilema ético genuíno, pois tem uma resolução clara: pular na água para salvar a criança supera significativamente a importância de chegar à reunião a tempo. Desta definição também são excluídos casos em que é meramente psicologicamente difícil para o agente fazer uma escolha, por exemplo, devido a vínculos pessoais ou porque falta o conhecimento das consequências das diferentes alternativas.
Dilemas éticos às vezes são definidos não em termos de obrigações conflitantes, mas em termos de não ter um curso de ação correto, de que todas as alternativas são erradas. As duas definições são equivalentes para muitos propósitos, mas não para todos. Por exemplo, é possível sustentar que, em casos de dilemas éticos, o agente é livre para escolher qualquer curso de ação, que qualquer uma das alternativas é correta. Tal situação ainda constitui um dilema ético de acordo com a primeira definição, já que os requisitos conflitantes não são resolvidos, mas não de acordo com a segunda definição, já que há um curso de ação correto.

## Exemplos
Vários exemplos de dilemas éticos foram propostos, mas há discordância sobre se estes constituem dilemas éticos genuínos ou meramente aparentes. Um dos exemplos mais antigos é devido a Platão, que esboça uma situação em que o agente prometeu devolver uma arma a um amigo, que provavelmente a usará para prejudicar alguém, pois não está em seu perfeito juízo. Neste exemplo, o dever de cumprir uma promessa entra em conflito com o dever de evitar que outros sejam prejudicados. É questionável se este caso constitui um dilema ético genuíno, já que o dever de evitar danos parece claramente superar a promessa. Outro exemplo bem conhecido vem de Jean-Paul Sartre, que descreve a situação de um de seus alunos durante a ocupação alemã da França. Este estudante enfrentou a escolha entre lutar para libertar seu país dos alemães ou ficar com e cuidar de sua mãe, para quem ele era a única consolação que lhe restava após a morte de seu outro filho. O conflito, neste caso, é entre um dever pessoal para com sua mãe e o dever para com seu país. A novela A Escolha de Sofia de William Styron apresenta mais um exemplo amplamente discutido. Nela um guarda nazista obriga Sophie a escolher um de seus filhos para ser executado, acrescentando que ambos serão executados se ela se recusar a escolher. Este caso difere dos outros exemplos em que os deveres conflitantes são de tipos diferentes. Este tipo de caso é rotulado como simétrico, já que os dois deveres têm o mesmo tipo.

## Existência de dilemas éticos
O problema da existência de dilemas éticos diz respeito à questão de se existem dilemas éticos genuínos, em contraste com, por exemplo, dilemas meramente aparentes ou conflitos resolúveis. A posição tradicional nega sua existência, mas há vários defensores de sua existência na filosofia contemporânea. Há diversos argumentos a favor e contra ambos os lados. Defensores de dilemas éticos muitas vezes apontam para exemplos aparentes de dilemas, enquanto seus oponentes geralmente pretendem mostrar que sua existência contradiz princípios éticos muito fundamentais. Ambos os lados enfrentam o desafio de conciliar essas intuições contraditórias.

### Argumentos a favor
Exemplos de dilemas éticos são bastante comuns: na vida cotidiana, em histórias ou em experimentos mentais. Em uma inspeção minuciosa, pode ficar aparente em alguns desses exemplos que nossas intuições iniciais nos enganaram e que o caso em questão não é um dilema genuíno, afinal. Por exemplo, pode acontecer que a situação proposta seja impossível, que uma escolha seja objetivamente melhor que a outra ou que haja uma escolha adicional que não foi mencionada na descrição do exemplo. Mas para o argumento dos defensores ter sucesso, é suficiente ter pelo menos um caso genuíno. Isto constitui uma dificuldade considerável para os oponentes, pois eles teriam que mostrar que nossas intuições são equivocadas não apenas em alguns destes casos, mas em todos eles. Uma maneira de argumentar a favor desta afirmação é categorizá-los como dilemas éticos epistêmicos, ou seja, que o conflito parece meramente irresolúvel devido à falta de conhecimento do agente. Esta posição pode se tornar um tanto plausível porque as consequências mesmo de ações simples são muitas vezes vastas demais para que possamos antecipar adequadamente. De acordo com esta interpretação, confundimos nossa incerteza sobre qual curso de ação supera o outro com a ideia de que e este conflito não é resolúvel no nível ontológico.
O argumento do resíduo moral (moral residue) é outro argumento a favor dos dilemas éticos. O resíduo moral, neste contexto, refere-se a emoções retrógradas como culpa ou remorso. Essas emoções são devidas à impressão de ter feito algo errado, de não ter cumprido com suas obrigações. Em alguns casos de resíduo moral, o próprio agente é responsável porque fez uma má escolha da qual se arrepende depois. Mas no caso de um dilema ético, isto é forçado ao agente, não importa como ele decida. Passar pela experiência do resíduo moral não é apenas algo que acontece com o agente, mas até parece ser a resposta emocional apropriada. O argumento do resíduo moral usa esta linha de pensamento para argumentar a favor de dilemas éticos ao sustentar que a existência de dilemas éticos é a melhor explicação do porquê o resíduo moral nestes casos é a resposta apropriada. Os oponentes podem responder argumentando que a resposta apropriada não é culpa, mas o lamento, com a diferença de que o lamento não depende das escolhas anteriores do agente. Ao cortar o vínculo com a escolha possivelmente dilemática, o argumento inicial perde sua força. Outro contra-argumento permite que a culpa seja a resposta emocional apropriada, mas nega que isto indique a existência de um dilema ético subjacente. Esta linha de argumento pode ser tornada plausível apontando para outros exemplos, como casos em que a culpa é apropriada mesmo que não tenha havido nenhuma escolha.

### Argumentos contra
Alguns dos argumentos mais fortes contra os dilemas éticos partem de princípios éticos muito gerais e tentam mostrar que estes princípios são incompatíveis com a existência de dilemas éticos, que sua existência envolveria, portanto, uma contradição.
Um desses argumentos procede do princípio da aglomeração e do princípio que dever implica poder. Segundo o princípio da aglomeração, se um agente deve fazer uma coisa e deve fazer outra, então este agente deve fazer ambas as coisas. De acordo com o princípio que dever implica poder, se um agente deve fazer ambas as coisas, então pode fazer ambas as coisas. Mas se pode fazer ambas as coisas, não há conflito entre os dois cursos de ação e, portanto, não há dilema. Pode ser necessário que os defensores neguem ou o princípio da aglomeração ou o princípio que dever implica poder.  Qualquer uma das opções é problemática, pois esses princípios são bastante fundamentais.
Outra linha de argumentação nega que haja conflitos éticos insolúveis. Tal visão pode aceitar que temos vários deveres, que às vezes podem entrar em conflito uns com os outros. Mas isto não é problemático se há sempre um dever que supera os outros. Foi proposto que os diferentes tipos de deveres podem ser ordenados em uma hierarquia. Assim, em casos de conflito, o dever superior sempre teria precedência sobre o inferior, por exemplo, que dizer a verdade é sempre mais importante do que cumprir uma promessa. Um problema com esta abordagem é que não consegue resolver casos simétricos: quando dois deveres do mesmo tipo entram em conflito entre si. Outro problema para tal posição é que o peso dos diferentes tipos de deveres parece ser específico para a situação: em alguns casos de conflito devemos dizer a verdade em vez de cumprir uma promessa, mas em outros casos o inverso é verdadeiro. Esta é, por exemplo, a posição de W. D. Ross, segundo a qual temos vários deveres diferentes e temos que decidir sobre seu peso relativo com base na situação específica. Mas sem um argumento adicional, essa linha de pensamento apenas levanta a questão contra o defensor de dilemas éticos, que pode simplesmente negar a afirmação de que todos os conflitos podem ser resolvidos dessa maneira.
Um tipo diferente de argumento procede da natureza das teorias morais. De acordo com vários autores, é um requisito para boas teorias morais que sejam capazes de guiar a ação ao poderem recomendar o que deve ser feito em qualquer situação. Mas isto não é possível quando se trata de dilemas éticos. Assim, essas intuições sobre a natureza das boas teorias morais apoiam indiretamente a afirmação de que não há dilemas éticos.

## Tipos
Os dilemas éticos vêm em diferentes tipos. As distinções entre estes tipos são muitas vezes importantes para desacordos sobre se há dilemas éticos ou não. Certos argumentos a favor ou contra sua existência podem se aplicar apenas a alguns tipos, mas não a outros. E apenas alguns tipos, se é que há alguns, podem constituir dilemas éticos genuínos.

### Epistêmico ou ontológico
Nos dilemas éticos epistêmicos, não está claro para o agente o que deve ser feito porque é incapaz de discernir qual exigência moral tem precedência. Muitas decisões na vida cotidiana, desde uma escolha trivial entre latas de feijão embaladas de forma diferente no supermercado até escolhas de carreira que alteram a vida, envolvem esta forma de incerteza. Mas conflitos insolúveis no nível epistêmico podem existir sem que realmente haja conflitos insolúveis e vice-versa.
O principal interesse em dilemas éticos está no nível ontológico: se realmente existem conflitos insolúveis entre exigências morais, não apenas se o agente acredita nisso. O nível ontológico também é onde a maioria das discordâncias teóricas acontece, já que tanto os proponentes quanto os oponentes dos dilemas éticos geralmente concordam que há dilemas éticos epistêmicos. Esta distinção é às vezes usada para argumentar contra a existência de dilemas éticos, alegando que todos os exemplos aparentes são, na verdade, de natureza epistêmica. Em alguns casos, isto pode ser demonstrado pela forma como o conflito é resolvido, uma vez que as informações relevantes são obtidas. Mas pode haver outros casos em que o agente é incapaz de adquirir informações que resolvam a questão, às vezes chamados de dilemas éticos epistêmicos estáveis.

### Auto-imposto ou imposto pelo mundo
A diferença entre os dilemas éticos auto-impostos (self-imposed) e os impostos pelo mundo (world-imposed) diz respeito à fonte dos requisitos conflitantes. No caso auto-imposto, o próprio agente é responsável pelo conflito. Um exemplo comum nesta categoria é fazer duas promessas incompatíveis, para participar de dois eventos que acontecem em lugares distantes ao mesmo tempo. No caso imposto pelo mundo, por outro lado, o agente é jogado no dilema sem ser responsável por isso ocorrer. A diferença entre estes dois tipos é relevante para as teorias morais. Tradicionalmente, a maioria dos filósofos sustentava que as teorias éticas deveriam estar livres de dilemas éticos, que as teorias morais que permitem ou implicam a existência de dilemas éticos são de alguma forma falhas. No sentido fraco, esta proibição é dirigida apenas aos dilemas impostos pelo mundo. Isto significa que todos os dilemas são evitados por agentes que seguem estritamente a teoria moral em questão. Apenas os agentes que divergem das recomendações da teoria podem se encontrar em dilemas éticos. Mas alguns filósofos argumentam que esse requisito é muito fraco, que a teoria moral deve ser capaz de fornecer orientação em qualquer situação. Esta linha de pensamento segue a intuição de que não é relevante como a situação surgiu para como responder a ela. Assim, por exemplo, se o agente se encontra no dilema ético auto-imposto de ter que escolher qual promessa quebrar, deveria haver algumas considerações sobre por que é correto quebrar uma promessa em vez da outra. Os utilitaristas, por exemplo, podem argumentar que isso depende de qual promessa quebrada resulta no menor dano para todos os envolvidos.

### Obrigação ou proibição
Uma obrigação é um requisito ético para agir de uma certa maneira, enquanto uma proibição é um requisito ético para não agir de uma certa maneira. A maioria das discussões sobre dilemas éticos se concentra em dilemas de obrigação: envolvem duas ações conflitantes que o agente é eticamente obrigado a realizar. Os dilemas de proibição, por outro lado, são situações em que nenhum curso de ação é permitido. Foi argumentado que muitos argumentos contra dilemas éticos só são bem sucedidos em relação aos dilemas de obrigação, mas não contra dilemas de proibição.

### Um agente ou múltiplos agentes
Dilemas éticos envolvem dois cursos de ação que são obrigatórios, mas que entram em conflito entre si: não é possível realizar ambas as ações. Em casos regulares de um agente único, um só agente tem ambas obrigações conflitantes. Nos casos de múltiplos agentes, as ações ainda são incompatíveis, mas as obrigações afetam pessoas diferentes. Por exemplo, dois competidores envolvidos em um concurso podem ter ambos o dever de vencer se isso é o que prometeram às suas famílias. Estas duas obrigações pertencentes a pessoas diferentes são conflitantes, já que só pode haver um vencedor.

### Outros tipos
Os dilemas éticos podem ser divididos de acordo com os tipos de obrigações que estão em conflito entre si. Por exemplo, Rushworth Kidder sugere que quatro padrões de conflito podem ser discernidos: "verdade versus lealdade, indivíduo versus comunidade, curto prazo versus longo prazo e justiça versus virtude". Estes casos de conflitos entre diferentes tipos de deveres podem ser contrastados com conflitos em que um tipo de dever entra em conflito consigo mesmo, por exemplo, se há um conflito entre duas obrigações de longo prazo. Tais casos são frequentemente chamados de casos simétricos. O termo "problema das mãos sujas" refere-se a outra forma de dilemas éticos, que diz respeito especificamente aos líderes políticos que se veem confrontados com a escolha de violar a moralidade comumente aceita, a fim de trazer algum bem geral maior.